# Musseromys anacuao
Musseromys anacuao (Heaney, Balete, Rickart, Veluz & Jansa, 2014) è un roditore della famiglia dei Muridi endemico dell'isola di Luzon, nelle Filippine.

## Descrizione

### Dimensioni
Roditore di piccole dimensioni, con la lunghezza della testa e del corpo tra 74 e 83 mm, la lunghezza della coda tra 82 e 86 mm, la lunghezza del piede di 18 mm, la lunghezza delle orecchie tra 15 e 16 mm e un peso fino a 21 g.

### Aspetto
La pelliccia è corta, densa e soffice. Il colore generale del corpo è rossastro-arancione scuro con un sotto-pelliccia grigio scuro. La testa è grande e larga, il muso è corto. Gli occhi sono relativamente piccoli. Le orecchie sono lunghe, larghe e con l'estremità arrotondata. Le vibrisse sono lunghe. La coda è lunga poco meno della testa e del corpo, è sottile e termina con un ciuffo di lunghi peli. Sul palmo delle mani sono presenti dei cuscinetti molto grandi che coprono quasi interamente la superficie. I piedi sono lunghi e larghi e sulla loro pianta sono presenti dei cuscinetti ben sviluppati.

## Biologia

### Comportamento
Probabilmente è una specie arboricola e notturna.

### Riproduzione
Femmine gravide con un feto sono state catturate nel mese di maggio.

## Distribuzione e habitat
Questa specie è conosciuta soltanto sul monte Anacuao, sull'isola di Luzon, nelle Filippine.
Vive nelle foreste muschiose primarie a circa 1.760 metri di altitudine.

## Conservazione
Questa specie, essendo stata scoperta solo recentemente, non è stata sottoposta ancora a nessun criterio di conservazione.